# ماري إلين تشيس
ماري إلين تشيس (بالإنجليزية: Mary Ellen Chase)‏ (24 فبراير 1887 في الولايات المتحدة - 28 يوليو 1973، نورثامبتون في المملكة المتحدة)؛ كاتِبة، أستاذة جامعية وروائية أمريكية.

## روابط خارجية
- ماري إلين تشيس على موقع الموسوعة البريطانية (الإنجليزية)
- ماري إلين تشيس على موقع قاعدة بيانات برودواي على الإنترنت (الإنجليزية)
- ماري إلين تشيس على موقع إن إن دي بي (الإنجليزية)